# U-20プログラミングコンテスト
U-20プログラミング・コンテスト（アンダートウェンティプログラミングコンテスト）は、経済産業省より委託を受け、情報化月間推進会議が主催する日本国内に居住する20歳以下の人を対象としたプログラミングのコンテストである。個人部門と団体部門がある。2004年度から全国高校生・専門学校生プログラミングコンテストより名前が変更になった。

## 参加資格
日本国内に居住する20歳以下の者。詳しくは公式サイトを参照されたい。

## 入選
情報化月間記念式典に招待される。表彰区分は、2007年までは最優秀賞、優秀賞、入賞だったが、2008年に経済産業大臣賞と経済産業省商務情報政策局長賞の2区分に変更となった。経済産業大臣および経済産業省商務情報政策局長から、表彰状が授与されるほか、また副賞として、各賞指定の金額相当の物品が授与される。物品は入選者が指定でき、指定しなかった場合は金額相当の図書券となる。

## 受賞作

### 2004年
個人部門
- 最優秀賞 : 求人情報検索システム
- 優秀賞 : Visual Website Editor2
- 入賞 : RGB Master II
- 入賞 : IMAGE TILER

団体部門
- 最優秀賞 : タイピングゲーム制作用スクリプトシステム
- 優秀賞 : みんなdeオセロ!通
- 入賞 : Mercury 〜RouterSimulator for CCNA〜
- 入賞 : フォトシール作成ソフト 道子
- 入賞 : ロジックシミュレータ by Database
- 入賞 : Once Upon A Time In Space

### 2005年
個人部門
- 最優秀賞 : AKI 黒板 Ex
- 優秀賞 : ソーシャルネットワークシステム LiFre L1
- 優秀賞 : プログラム言語「Frontier」
- 入賞 : Duobubble
- 入賞 : Mail Guardian Neo
- 入賞 : Review Note

団体部門
- 最優秀賞 : iPenGraph - ウェイバックマシン（2005年10月30日アーカイブ分）
- 優秀賞 : バス参る、
- 入賞 : カラフリア
- 入賞 : ぶろぐ　〜Block Walking〜
- 入賞 : RAIDEON

### 2006年
個人部門
- 最優秀賞 : プログラム言語「Spinel（すぴねる）」
- 優秀賞 : Atomoo（えいとむー）
- 入賞 : Future Network Communicator
- 入賞 : blockl!block!
- 入賞 : Cube3（Cube neo）

団体部門
- 最優秀賞 : ぽたり de アート
- 優秀賞 : NET. SimSim（ねっとしむしむ）
- 入賞 : わーどでぃれいしょん
- 入賞 : KAITENBO〜（かいてんぼー）
- 入賞 : ケータイ菜園
- 入賞 : AT HOME CHILD　〜目指せクッキングマスター〜

### 2007年
個人部門
- 最優秀賞 : 該当なし
- 優秀賞 : 該当なし
- 入賞 : 円周率計算分散処理アプリケーション
- 入賞 : 避難
- 入賞 : VESTIGE 紅い記憶（べすてーじ）

団体部門
- 最優秀賞 : 猫の司書さん
- 優秀賞 : Open Programming ContesT
- 優秀賞 : 迷子の達人
- 入賞 : Web紙芝居 ママと一緒に絵本の時間
- 入賞 : FE-learning
- 入賞 : 積祈（つみき）
- 入賞 : Knights of Kingdom Online

### 2008年
個人部門
- 経済産業大臣賞 : 草登り
- 経済産業大臣賞 : 電子弦楽器練習支援システム「Strike」
- 経済産業大臣賞 : プログラミング言語「Cyan」 - ウェイバックマシン（2009年2月23日アーカイブ分）
- 経済産業大臣賞 : 分割再生
- 経済産業省商務情報政策局長賞 : UTyping

団体部門
- 経済産業大臣賞 :　Dodge Logic
- 経済産業省商務情報政策局長賞 : エコの木チルドレン
- 経済産業省商務情報政策局長賞 : お祭り告白大作戦
- 経済産業省商務情報政策局長賞 : GHOST HUNT
- 経済産業省商務情報政策局長賞 : ぼくの村